# 拉赫姆王國

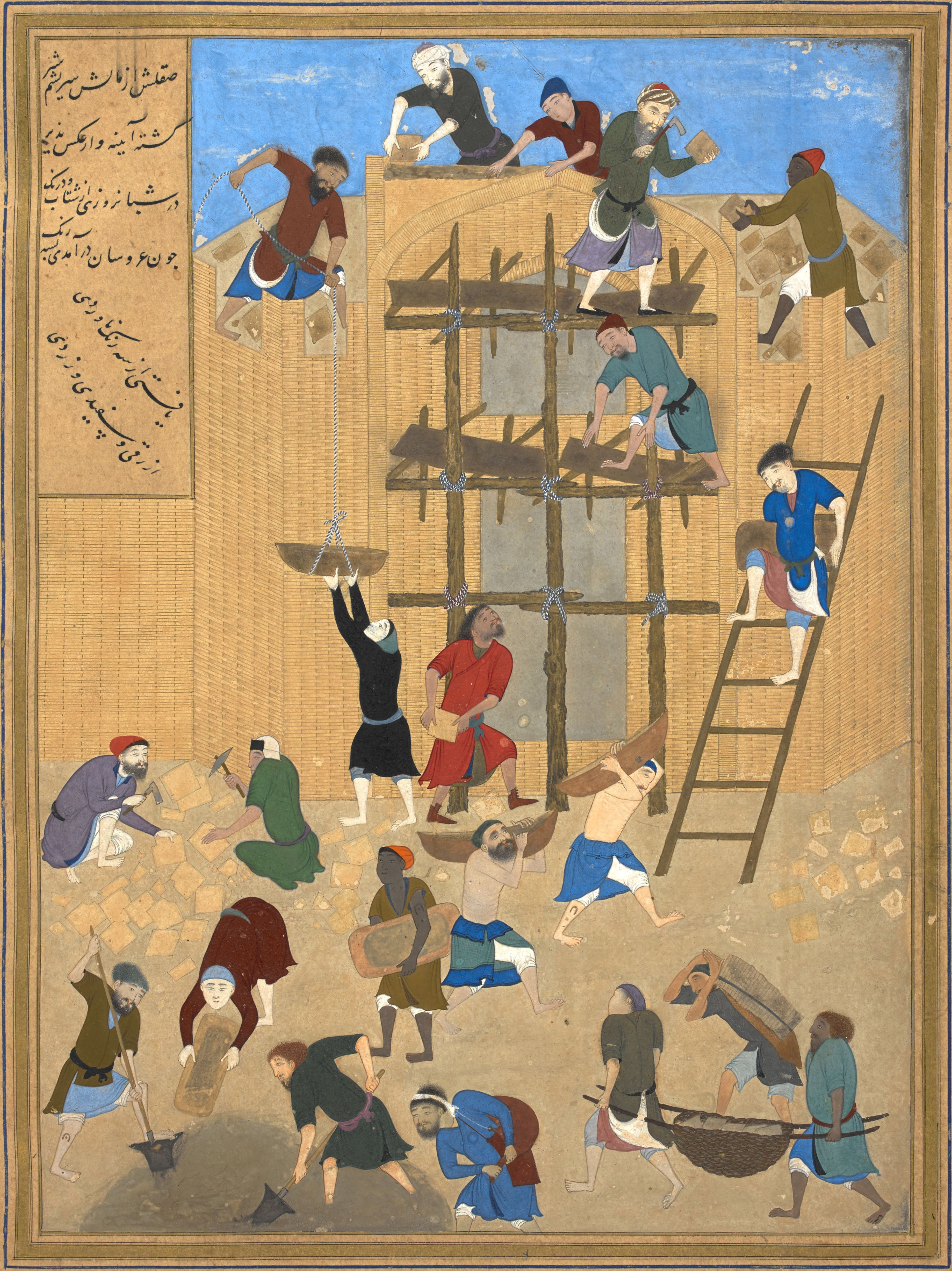
15世紀手稿中描述正在首都希拉赫興建Al-Khornaq城堡。

拉赫姆或），英文：Lakhmids。是一群居住在伊朗南部的阿拉伯基督徒，他們在266年以希拉赫為首都。傳說中，希拉赫有很多城堡、浴池及棕櫚園。阿拉伯的詩篇這樣形容他的美麗和怡人的氣候：「在希拉赫的一天勝於一年的治療」。希拉赫的遺跡位於庫發以南2英哩、幼發拉底河西岸。

## 歷史
拉赫姆王國由拉赫姆人（Banu Lakhm）統治，也是王國名稱的由來。阿姆魯一世（'Amr I ibn Uday）建立本王朝，他的兒子卡伊斯一世（不要與6世紀阿拉伯著名詩人Imru' al-Qais相混淆）皈依了基督教。漸漸地，全城的人都皈依了基督教。卡伊斯一世夢想有一個統一而獨立的阿拉伯王國，而随着這一夢想，他攻佔了很多阿拉伯的城市及打敗了希木葉爾國王「'Shemrir al-A'asha」。他組織了一支龐大的軍隊及發展海軍勢力，包括一支在巴林海岸作戰的艦隊。他從那裡出發，攻擊正為繼承權爭抝而內戰的波斯的沿海城市，甚至突襲薩珊國王的出生地法尔斯省。
325年，沙普爾二世帶領波斯人進軍阿拉伯眾王國。當卡伊斯一世得知強大的波斯大軍由六萬名戰士組成時，他向羅馬帝國求援。君士坦提烏斯二世答允了會幫助他，但當需要之時卻沒能提供援助。波斯大軍進逼希拉赫，並在與希拉赫及週邊城市的戰役中得到一連串的勝利。 
沙普爾二世摧毀了拉赫姆的軍隊及佔領了希拉赫，他下令屠城作為對他們突襲法爾斯省的報復。在這一件事上，年輕的沙普爾做得比平時殘暴，為的是要向阿拉伯各王國及波斯貴族階層顯示他的實力及權力。沙普爾的名銜在阿拉伯語是「肩膀的主人」，因他將一些俘虜的肩膀刺穿並用繩索將他們串成一列。 
沙普爾任命Aus ibn Qallam為國王並給與他城市的自主權，因而使拉赫姆成為波斯帝國中大陸及其他阿拉伯半島上諸國的緩衝區。
卡伊斯一世逃到巴林，但他仍抱著統一阿拉伯的夢理，他稍後去到敘利亞尋求君士坦提烏斯二世應承過－但從未兌現－的協助，並待在那裡直到逝世。他那統一阿拉伯王國的夢想亦隨之而逝，直至伊斯蘭興起之後。他死後被葬於敘利亞沙漠中的al-Nimarah。
他墳墓的碑文是以一種極之艱深的字母寫成。近年人們又重新對他的碑文感興趣，並對其中真正的含意出現爭議。目前可以肯定的是卡伊斯一世宣稱自己是「眾阿拉伯人之王」及在碑文中宣稱自己成功進軍半島整個中部及北部，遠至奈季蘭邊界。
他死後兩年，即公元330年，爆發了一場叛亂，叛亂中Aus ibn Qallam被殺，王位由卡伊斯一世的兒子阿姆魯二世（'Amr II ibn Imru' al-Qais）繼承。
之後，拉赫姆人的主要對手是伽珊人。伽珊王國是薩珊的主要敵人－拜占庭帝國－的附庸國。拉赫姆王國是基督教中景教教派的主要中心。景教是由薩珊培育出來，以對抗拜占庭的東正教一派。 
在公元6世紀，拉赫姆仍然甚具影響力。然而，在602年，最後一位拉赫姆國王努曼三世被薩珊國王霍斯劳二世處死，只因無根據地懷疑他通敵，拉赫姆亦隨之被薩珊吞併。伊斯蘭在7世紀推翻了薩珊帝國。從那時起希拉赫被放棄了，它的物料被用來重建它已被耗盡的姊妹城市庫發。
現今一般相信併吞拉赫姆王國是薩珊王朝垮臺及伊斯蘭征服波斯的主要原因之一，因拉赫姆人在希拉赫之役被哈立德·本·瓦利德打敗後願意為穆斯林當間諜。

## 拉赫姆王國點滴
- 希拉赫是阿拉伯字母的搖籃。
- 是著名詩人如al-Nabighah al-Thubyani、 Laqete ibn Ya'amur al-Ayadi、 'Alqama ibn 'Abada及烏代（Uday ibn Zaid al-Abbadi）的出生地。其他偉大詩人 Tarafah ibn al-'Abd、殺害阿姆魯三世的阿姆魯（Amr ibn Kulthum）亦曾到訪該地。
- 努曼三世死後，阿拉伯人在濟加爾（Thi-Qar）戰役戰勝了波斯人。
- 黎巴嫩的德鲁兹派穆斯林的阿尔斯兰家族（Banu Arslan）即为拉赫姆王室的后裔。

## 拉赫姆國王
1. 阿姆魯一世（'Amr I ibn Uday，268-295）
2. 卡伊斯一世（Imru' al-Qais I ibn 'Amr，295-328）
3. 阿姆魯二世（'Amr II ibn Imru' al-Qais，328-363）
4. Aus ibn Qallam（363-368）
5. 卡伊斯二世（Imru' al-Qais II al-Mohreq ibn 'Amr，368-390）
6. 獨眼努曼一世（Nu'man I ibn Imru' al-Qais， 390-418）
7. 蒙齊爾一世（al-Mundhir I ibn Nu'man ibn Imru' al-Qais，418-462）
8. al-Aswad ibn al-Mundhir ibn Nu'man（462-490）
9. 蒙齊爾二世（al-Mundhir II ibn al-Mundhir "his brother"，490-497）
10. 努曼二世（Nu'man II ibn al-Aswad，497-503）
11. Alqama abu Yaffar（503-505）
12. 蒙齊爾三世（al-Mundhir III ibn al-Nu'man，503/5-554）
13. 阿姆魯三世（'Amr III ibn al-Mundhir，554-569）
14. Qabus ibn al-Mundhir （569-573）
15. Suhrab (波斯總督, 573-574)
16. 蒙齊爾四世（al-Mundhir IV ibn al-Mundhir，574-580）
17. 努曼三世（Nu'man III ibn al-Mundhir，580-602）
18. 伊亞斯·本·古百沙（Eyas ibn Qubaysa al-Ta'ai, 602-617/618）
19. AZadbeh "波斯總督"（617/618-633）－之後伊斯蘭征服波斯

## 來源
翻譯自英文維基 （页面存档备份，存于）